# Iranian Studies
Iranian Studies est une revue universitaire bimestrielle évaluée par les pairs portant sur l'histoire, la littérature et la société iranienne et persane, publiée par Routledge pour le compte de la Société internationale d'études iraniennes. 
Elle paraît six fois par an et a été fondée en 1967. La rédactrice en chef est Sussan Siavoshi (en). Le journal est résumé et indexé dans la bibliographie internationale de la Modern Language Association. 